# Swartzia fimbriata
Swartzia fimbriata är en ärtväxtart som beskrevs av Adolpho Ducke. Swartzia fimbriata ingår i släktet Swartzia och familjen ärtväxter. Inga underarter finns listade i Catalogue of Life.